# 高橋将市
高橋 将市（たかはし まさいち、1976年4月16日 - ）は、文化放送のアナウンサー。

## 来歴
長野県大町市出身。長野県大町高等学校、早稲田大学卒業。大学在籍中はアナウンス研究会に所属。
2000年、文化放送に入社。同局では高橋の採用以降、新卒のアナウンサーを14年間採用しなかった。また、2007年春に槇嶋範彦が新潟テレビ21から移籍するまで、男性アナウンサーの採用を見送っていた。
入社当時からスポーツアナウンサーとして活動。かつて文化放送ではライオンズ以外の球団に担当アナウンサーをつけていたが、入社初期は読売ジャイアンツ担当、その後千葉ロッテマリーンズの担当アナウンサーだった。
また、競馬・競艇など公営競技の実況も担当しており、オートレースは正式な中継ではないが、2012年6月7日放送のセットアップで川口オートレース場を取材した際に、レースの模様を実況したことがある（2012年5月29日第12レース）。また2013年6月16日には伊勢崎オートレース場でスカパー!・ベターライフチャンネル向け中継（群馬テレビ制作）の司会・実況を担当した。
鷲崎健からはミスター中年男性と呼ばれている為、鷲崎健のヒマからぼたもち内の競馬中継コーナー内での自己紹介では、「おでこテカりん、脂(あぶら)ギトりん、中性脂肪タップりん」というフレーズを用いる。ちなみに高橋の誕生日はチャップリンと同日。

## 担当番組
- ライオンズナイター（実況・レポーター）
- NRNナイター（実況・レポーター）
- ライオンズエクスプレス
- 中央競馬メインレース中継（『おとなりさんday』内包）　GI競走初実況は2006年の安田記念で、関西・中京圏の各競馬場から実況した事もある。
  - 文化放送スポーツスペシャル・The競馬マイスター・ミスターまさいち（2023年度下半期）
- オートレース中継（司会・実況＝CS放送）　不定期で、船橋（廃止）・川口・伊勢崎の日曜日を担当することがある。2016年3月6日の川口オート・第64回ＧⅠ開設記念グランプリレース最終日を担当した際は、テレビ埼玉でも中継された。
- ボートレースラジオ実況中継（司会・実況）
- 他競技（箱根駅伝、サッカーなど）

## 過去の担当番組
- 情熱のスポーツ（「吉田たかよし プラス!」内）
- 大橋照子のこれでキメましょう!
- 北京オリンピック中継（ジャパンコンソーシアムの一員として）
- こちら浜松町駅前　文化放送スポーツ部（レポーター）
- 菅野しろうのアナログ情報バラエティ　しろバラ（番組内のスポーツコーナー「すぽバラ!」「箱根駅伝への道」に、不定期出演するとともに、同番組のコーナー「しろバラ　シーズン真っ最中!」(火)「10円玉で、レポート中!」に出演）
- セットアップ （2011 - 2012年のライオンズの試合予定のない平日および、2011 - 2012年オフシーズンにも放送）
- 吉田照美 ソコダイジナトコ（「7時の情報デリバリー」月曜日　ソコトコ スポーツのコーナーに、不定期出演）
- みんなの寅さん（吉田照美 ソコダイジナトコ内　2011年4月4日 - 2013年3月29日）
- 続・みんなの寅さん（2013年4月7日 - 9月28日）
- 岡田圭右・有澤樟太郎の語れ！バファローズ(2023年11月8日)

## エピソード
- プロレスファン、特にプロレスリング・ノアファンである。文化放送の自身のページでは「ジャイアント馬場の最後の試合のチケットを持っていたが、就職活動で間に合わなかった」と書いている。このほかボクシングなど格闘技全般に造詣が深い。
- 北京オリンピックの女子サッカー実況の際に2点目なのにハットトリックと実況したが、これは当日のディレクターを担当していたニッポン放送松本秀夫のミスによるものであったと松本が自身のブログで謝罪している[2]。

## 実況の特徴
- 大きな声が特徴で、競馬評論家の阿部幸太郎によると、競馬中継の際の実況の声が3つ隣のラジオ日本のブースまで届き、同局『日曜競馬実況中継』のマイクに乗ってしまったという[3]。